# Гізен
Гізен (нім. Giesen) — громада в Німеччині, розташована в землі Нижня Саксонія. Входить до складу району Гільдесгайм.
Площа — 33,90 км2. Населення становить 9700 ос. (станом на 31 грудня 2021).